# Информатор
Информатор (англ. Whistleblower, дословно — «дующий в свисток») — активный гражданин, предающий гласности имевшие место или предполагаемые незаконные или аморальные действия, совершённые правительственным учреждением, общественной, частной или коммерческой организацией, в которых состоит он сам или с которыми он сотрудничает.
Информаторы сообщают о выявленных нарушениях либо внутри соответствующей организации (например, другим её членам или уполномоченным органам), либо за её пределами (инспекторам, правоохранительным органам, средствам массовой информации или заинтересованным лицам). Информаторы могут лично выступать в качестве инициаторов расследования либо передавать информацию посредникам, имеющим средства для распространения (публикации) соответствующей информации. В некоторых странах, в том числе в США, в рамках концепции qui tam, информаторы могут сами подавать иски о нецелевом расходовании государственных средств от имени государства и, в случае успеха, претендовать на часть средств, взысканных с ответчика. Не следует путать с осведомителем.

## История явления
Случаи разоблачительного информаторства не являются новым явлением. Government Accountability Project, одна из ведущих организаций по защите информаторов в США, в частности, в качестве первого случая информаторства называет инцидент 1773 года, когда Бенджамином Франклином было разглашено содержание конфиденциальных писем, доказывавшее, что губернатор штата Массачусетс добился наращивания военного потенциала в Новом Свете, введя парламент Великобритании в заблуждение.
Тем не менее начало истории современного разоблачительного информаторства, на международном уровне обозначаемого собственно термином «whistleblowing», часто связывают с началом 1970-х гг. В 1971 году аналитик Дэниел Эллсберг при увольнении с государственной службы скопировал часть документов из сборника «Американо-вьетнамские отношения, 1945—1967: Исследование». Данные материалы, доступные ранее исключительно для служебного использования, содержали обоснование решений администрации США, связанных с войной во Вьетнаме. С точки зрения общественности, они доказывали двуличие американской администрации, стремившейся к эскалации и без того затянувшегося конфликта. Данные материалы известны как «Документы Пентагона»; в 2011 году они были опубликованы в полном объёме.
Стоит упомянуть также Уотергейтский скандал 1972 года — детали его расследования попали в СМИ благодаря сведениям, полученным журналистами от заместителя директора ФБР Марка Фелта.

## Сотрудничество со СМИ
В случаях внешних разоблачений важную роль в разглашении информации часто играют СМИ. Это связано с тем, что сам информатор нередко желает оставаться анонимным, беспокоясь за свою карьеру и/или безопасность. Кроме того, СМИ обладают бо́льшими возможностями в плане доведения информации до общественности, что, в свою очередь, позволяет добиться более широкого общественного резонанса и реакции государственных структур. В связи с этим часты ситуации, когда человек, располагающий ценными сведениями, выходит на контакт с журналистами — как правило, на условиях анонимности. Так, с информаторами в разное время работали такие влиятельные издания, как New York Times, Washington Post, Guardian, Spiegel и пр.
Во многом материалы СМИ, которые основываются на сообщениях информаторов, схожи с журналистскими расследованиями.
Законодательство некоторых стран поощряет анонимную передачу сотрудниками государственных учреждений информации СМИ, если она совершается в интересах общества, и запрещает их преследование.

## Новые технологии на службе информаторов
В настоящее время СМИ являются не единственным возможным каналом, которым разоблачители могут донести информацию до общественности. Одной из отличительных черт современного этапа истории разоблачений стало широкое использование информационно-коммуникационных технологий — в частности, Интернет-платформ, позволяющих на условиях анонимности опубликовать документы, потенциально представляющие общественный интерес и касающиеся незаконной деятельности тех или иных структур. Наиболее заметной в данном плане является работа WikiLeaks и схожих с ней платформ (OpenLeaks, запущенный Wall Street Journal проект SafeHouse, региональные платформы и т. д.).
Помимо этого, для обеспечения безопасности используется также специализированное программное обеспечение (GlobaLeaks и проч.), а также широкий спектр средств шифрования и анонимации.
Эксперты отмечают, что при обращении к подобным средствам защиты безопасности сохранить в тайне личность разоблачителя легче, чем в случае распространения информации посредством СМИ и контактов с журналистами, так как последние зачастую не соблюдают должные меры предосторожности.

## Критика явления
В то время как широкой общественностью деятельность информаторов воспринимается по большей части положительно, оценки представителей государственных структур зачастую довольно критичны. Так, разоблачения Джулиана Ассанжа и Эдварда Сноудена вызвали оживлённое обсуждение того, насколько этична подобная форма информаторства.
В случае с публикаций «утечек» платформой WikiLeaks вопросы в основном вызывает политика редактирования загруженных файлов. Администраторы столкнулись со своего рода дилеммой: оставлять ли документы неизменными (и тем самым подвергать опасности самих информаторов или иных упомянутых в тексте лиц, которых публикация могла поставить в уязвимое положение), — либо редактировать контент (и навлекать на себя подозрения в отсутствии нейтральности, цензурировании и т. д.).
Что касается разоблачений Сноудена, то ключевым объектом критики зачастую является превышение им объёма разглашения информации: по словам сотрудников спецслужб, хотя разоблачение самой системы массовой слежки с этической точки зрения вполне возможно, всё же Сноуден раскрыл слишком много информации исключительно служебного пользования, что поставило под угрозу решение многих задач, стоящих перед разведкой.

## В России
В русском сознании не существует подобного соотнесения термина с его англоязычным наполнением:

А вот в русской жизни слово «информатор» не очень прижилось. Наш человек предпочтёт употребить иные слова: «доносчик», «стукач», «осведомитель».

## В массовой культуре
Теме информаторства посвящены следующие кинофильмы:
- Citizenfour. Правда Сноудена (документальный фильм о взаимодействии Э. Сноудена с представителями СМИ)
- Пятая власть (художественный, раскрывает в том числе и дилемму, связанную с редактированием документов)[7]
- Сноуден (фильм) (художественный, во многом основан на фильме Citizenfour)